# Брег-при-Заградцу
Брег-при-Заградцу (словен. Breg pri Zagradcu) — поселення в общині Іванчна Гориця, Осреднєсловенський регіон, Словенія. Висота над рівнем моря: 260,1 м.